# Burgstall Kesselberg
Der Burgstall Kesselberg ist ein mittelalterlicher Burgstall auf 491 m ü. NHN in Bürg, einem Gemeindeteil des Marktes Titting im Landkreis Eichstätt von Bayern. Die Anlage liegt 120 m westlich und etwa 40 m höher als die unterhalb entspringenden Quellflüsse der Anlauter.

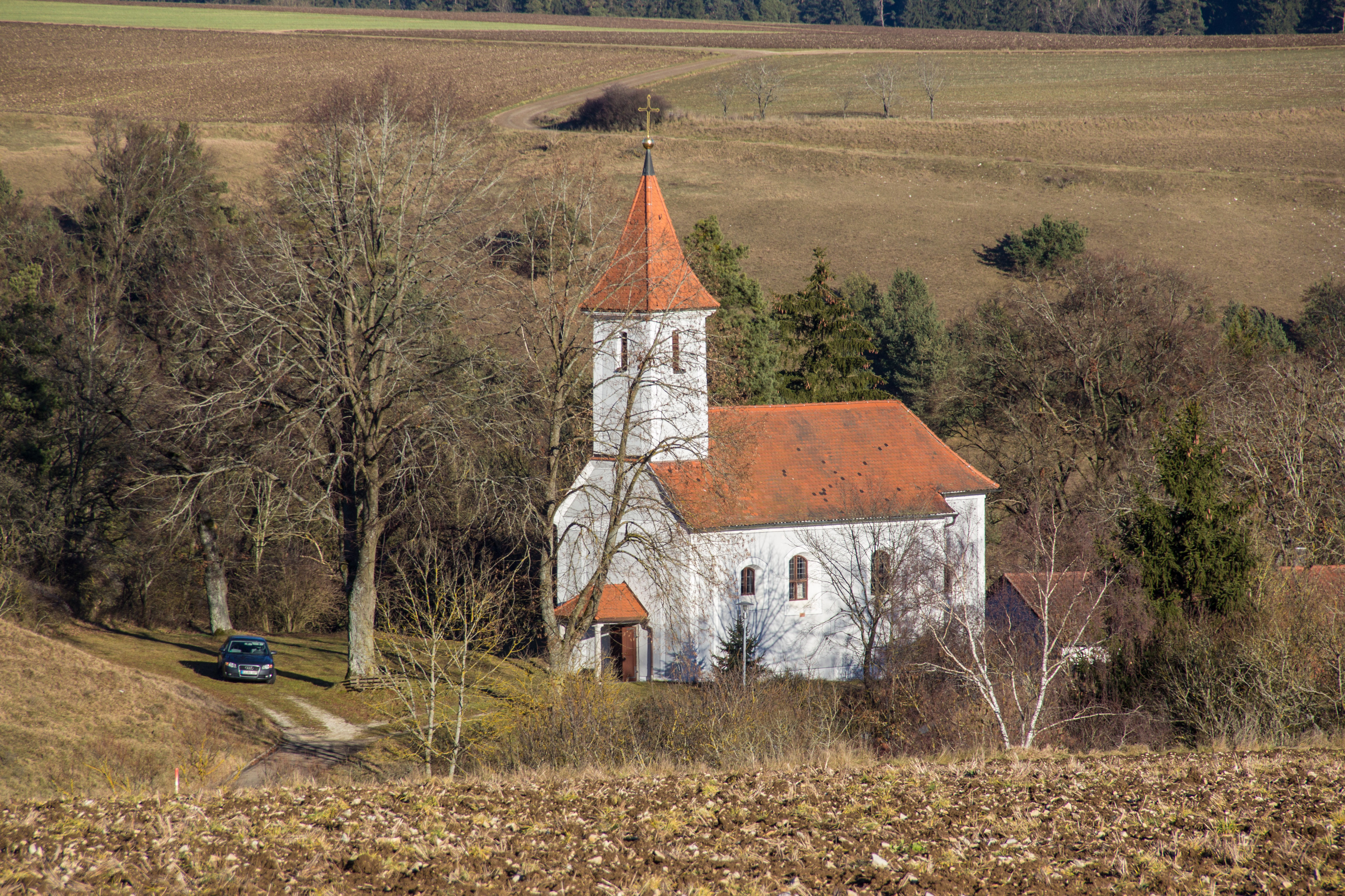
Filialkirche St. Laurentius von Bürg

Der Burgstall gehört zum Bodendenkmal unter der Aktennummer D-1-6933-0011 mit der Beschreibung „mittelalterlicher Burgstall und mittelalterliche und frühneuzeitliche Befunde im Bereich der Kath. Filialkirche St. Laurentius in Bürg“. Die auf einer Bergzunge oberhalb von Bürg liegende Anlage hat in Nord-Süd-Richtung eine Ausdehnung von 100 m, in Ost-West-Richtung von 180 m. Die abgegangene Burg war an drei Seiten von einem hufeisenförmigen Graben umgeben, innerhalb dessen die Hauptburg stand; im Bereich der ehemaligen Vorburg liegt heute die Filialkirche St. Laurentius von Bürg.